# Trap de Verdad
Trap de Verdad (estilizado en mayúsculas) es el tercer álbum de estudio del rapero YSY A. Fue lanzado el 11 de noviembre de 2021. Contó con veintidós sencillos divididos en dos discos y fue el proyecto más extenso lanzado por Ysy A.

## Trasfondo y contexto
Acosta venía de lanzar su primer EP, Mordiendo el Bozal, un disco romántico musical que le cantaba al amor, y como pionero del trap latino, sentía que la industria nacional de su país estaba virando hacia otros géneros, por lo que se propuso hacer un disco únicamente de trap como sinónimo de resistencia hacia el estilo musical que vio nacer a muchos artistas de Argentina.Por lo que desde la finalización de El Quinto Escalón el 11 de noviembre de 2017, Acosta, comenzó a sacar discos en esa misma fecha cada aniversario del mismo, y en 2021 no fue la excepción.

"En una era en la que el trap ha sido cooptado por el pop y en la que el concepto original va quedando cada vez más edulcorado, YSY A emerge como el último eslabón entre el trap verdadero y el arte más genuino. Mientras el algoritmo digital se nutre de cuestiones ajenas a lo musical, YSY A sale con su nuevo disco y el objetivo de (volver) a enseñarle al país y a todo el mundo cuál es el trap de verdad. Ese trap del que nunca debimos habernos alejado. Ese trap que siempre nos enamoró."
Gacetilla de prensa de YSY A  

La grabación del disco fue desde el comienzo de 2021 hasta un mes antes de su lanzamiento, la producción completa de los sencillos estuvo a cargo de Club Hats y fue masterizado el 1 de noviembre.La pre-escucha del disco fue en el boliche de Palermo, Groove.

## Lanzamiento y recepción
Fue publicado el 11 de noviembre de 2021, como los tres anteriores discos de YSY A y contó con 22 sencillos distribuidos en dos discos a la par. Las colaboraciones de los discos incluyeron a Alemán, Akapellah, Neutro Shorty, Obie Wanshot, Pablo Chill-E, El Doctor, Sixto Yegros, Franux BB y Panther.
Fue álbum de la semana de Billboard Argentina.La presentación del proyecto fue el 27 de noviembre de ese año en el Estadio Luna Park con localidades agotadas.El álbum recibió 2,8/5 estrellas en RYM.

## Lista de canciones
Tracklist de TRAP DE VERDAD
Todas las letras escritas por Alejo Nahuel Acosta Migliarini.
| Disco 1 |                                                   |           |          |  |
| N.º     | Título                                            | Música    | Duración |  |
| 1.      | «TRAP DE VERDAD»                                  | Club Hats | 2:12     |  |
| 2.      | «ORO Y PLATINO»                                   | Club Hats | 2:47     |  |
| 3.      | «INOLVIDABLE (con Alemán, Pablo Chill-E) »        | Club Hats | 3:57     |  |
| 4.      | «SEA LA HORA QUE SEA»                             | Club Hats | 2:36     |  |
| 5.      | «DE CASA EN CASA (con Bhavi) »                    | Club Hats | 3:05     |  |
| 6.      | «TRAP ON THE ROCKS»                               | Club Hats | 2:48     |  |
| 7.      | «TODO AUTOMATICO (con Akapellah, Neutro Shorty) » | Club Hats | 3:14     |  |
| 8.      | «INSPIRACION DIVINA»                              | Club Hats | 3:11     |  |
| 9.      | «NO HOOK (con Sixto Yegros) »                     | Club Hats | 3:08     |  |
| 10.     | «EN EL INFIERNO NO LOS VI (con El Doctor) »       | Club Hats | 2:57     |  |
| 11.     | «QUE DESVELO»                                     | Club Hats | 2:16     |  |

| Disco 2 |                                               |           |          |  |
| N.º     | Título                                        | Música    | Duración |  |
| 1.      | «CUANDO FUE?»                                 | Club Hats | 2:33     |  |
| 2.      | «ACA NO SE SALVA NINGUNO (con Obie Wanshot) » | Club Hats | 4:01     |  |
| 3.      | «MI AMIGA LA ASESINA»                         | Club Hats | 1:38     |  |
| 4.      | «EN LA JUNGLA»                                | Club Hats | 1:36     |  |
| 5.      | «OTRA NOCHE (con Panther) »                   | Club Hats | 2:49     |  |
| 6.      | «COMO LO COME»                                | Club Hats | 2:27     |  |
| 7.      | «SETEADO (con Franux BB) »                    | Club Hats | 2:29     |  |
| 8.      | «UNA DOSIS (con Sixto Yegros) »               | Club Hats | 3:44     |  |
| 9.      | «POR QUE?»                                    | Club Hats | 1:31     |  |
| 10.     | «ACELERA2»                                    | Club Hats | 3:12     |  |
| 11.     | «DORMIR ES PARA GILES»                        | Club Hats | 2:35     |  |